# Phytomyza pulchella
Phytomyza pulchella är en tvåvingeart som beskrevs av Spencer 1986. Phytomyza pulchella ingår i släktet Phytomyza och familjen minerarflugor.
Artens utbredningsområde är Virginia. Inga underarter finns listade i Catalogue of Life.